# تشارلز أ. لوكوود
تشارلز أ. لوكوود (بالإنجليزية: Charles A. Lockwood)‏ هو ضابط أمريكي، ولد في 6 مايو 1890 في مقاطعة فاوكواير في الولايات المتحدة، وتوفي في 6 يونيو 1967 في مقاطعة سانتا كلارا في الولايات المتحدة.